# Беннетт, Уолтер (футболист, 1874)
Уо́лтер Бе́ннетт (англ. Walter Bennett; 29 апреля 1874 — 6 апреля 1908) — английский футболист, правый крайний нападающий. Выступал за клубы «Мексборо», «Шеффилд Юнайтед», «Бристоль Сити» и «Денаби Юнайтед». В составе «Шеффилд Юнайтед» стал чемпионом Англии и двукратным обладателем Кубка Англии. В 1901 году провёл два матча за национальную сборную Англии

## Клубная карьера
Уроженец Мексборо (Западный райдинг Йоркшира), Беннетт начал футбольную карьеру в местной футбольной команде «Мексборо». В возрасте 16 лет получил «солидное предложение» о переходе в клуб «Дерби Каунти», однако его отец решил, что Уолтеру лучше остаться дома и получить профессию. Поступали предложения и от других клубов: так, Беннеттом интересовался «Ньютон Хит», однако клуб не захотел заплатить за его переход 100 фунтов. В сезоне 1895/96 Беннетт забил за «Мексборо» 82 гола, 19 из которых пришлись на два матча. 21 февраля 1896 года Уолтер Беннетт перешёл в «Шеффилд Юнайтед» за 40 фунтов (по другим данным за 10 фунтов). Дебютировал за «клинков» 22 февраля 1896 года в матче Первого дивизиона против «Вест Бромвич Альбион». Поначалу болельщики довольно холодно приняли новичка, у которого был лишний вес, но после усиленных тренировок Беннетту удалось скинуть два стоуна (более 12 кг), благодаря чему он стал одним из самых быстрых игроков в команде. «Шеффилд Юнайтед» на тот момент был одной из доминирующих в английском футболе команд. Беннетт был лучшим бомбардиром клуба в сезоне 1897/1898, по итогам которого «клинки» стали чемпионами Англии. Также он помог команде трижды дойти до финала Кубок Англии и дважды выиграть турнир (в сезонах 1898/99 и 1901/02).
В 1905 году перешёл в «Бристоль Сити». Дебютировал за команду 15 апреля 1905 года в матче Второго дивизона против «Ливерпуля». В сезоне 1905/06 помог команде выиграть Второй дивизион, однако в 1906 году завершил профессиональную карьеру, вернувшись в Йоркшир, где играл за «Денаби Юнайтед», параллельно работая в шахте.

## Карьера в сборной
18 марта 1901 года Беннетт дебютировал за национальную сборную Англии на стадионе «Сент-Джеймс Парк» в Ньюкасл-апон-Тайне. В той игре англичане сыграли против сборной Уэльса, одержав победу со счётом 6:0.
30 марта 1901 года провёл свою вторую (и последнюю) игру за сборную, выйдя на поле «Кристал Пэлас» в Лондоне в матче против сборной Шотландии. Встреча завершилась вничью со счётом 2:2.

## Достижения
«Шеффилд Юнайтед»
- Чемпион Англии: 1897/1898
- Вице-чемпион Англии: 1896/1897, 1899/1900
- Обладатель Кубка Англии: 1898/99, 1901/02
- Финалист Кубка Англии: 1900/01
- Обладатель Суперкубка шерифа Лондона: 1898 (разделённая победа)

«Бристоль Сити»
- Победитель Второго дивизона: 1905/06

Сборная Англии
- Победитель Домашнего чемпионата: 1901

## Личная жизнь
Беннетт родился в «футбольной семье»: его брат Уильям (Мики) выступал за клуб «Уэнсдей», сыграв в финале Кубка Англии 1890 года, а другой брат Тип выступал за «Барнсли».
После ухода из «Бристоль Сити» Уолтер Беннетт переехал в Денаби Мейн, где работал шахтёром и параллельно играл за местный любительский футбольный клуб «Денаби Юнайтед». 6 апреля 1908 года Беннет погиб в шахте: на него упал трёхтонный камень. У погибшего остались вдова и четверо детей.